# Керносовский идол
Керно́совский идол — каменное антропоморфное изваяние эпохи энеолита, III тыс. до н. э., связанное с ямной археологической культурой.
Относится к числу статуарных памятников («идолов»), в категорию которых археологи включают также изваяния из Натальевки Днепропетровской области, Фёдоровки Полтавской области, Сватово Луганской области, Новочеркасска и Кручи Ростовской области. Все они были найдены вблизи разрушенных курганов и могли первоначально находиться в насыпях или были установлены на вершинах, образуя вместе с курганом святилище культа обожествлённого предка. По одной из гипотез, идол изображает божество индоевропейского пантеона.
Артефакт найден в 1973 году у села Керносовки Новомосковского района Днепропетровской области. Хранится в Днепропетровском национальном историческом музее имени Д. И. Яворницкого. Экспонат ДИМ-А-9039.
Нашли статую школьники Александр Гудзь, Александр Кейбал, Александр Бугай, Анатолий Безыма и Александр Горбаток случайно в разрытом под силос кургане за селом Керносовка.

## Рельеф
- лицо: глубоко посаженные глаза, нос, подбородок; изображены усы с опущенными вниз концами.
- оружие: лук со стрелой, булава;
- орудия: топоры, мотыга, ложка для разлива металла, литейная форма.
- животные — бык, две лошади, черепахи.
- другие: в центре стелы — человек с хвостом преследует двух животных, на боковой грани — фаллическая сцена — мужчина (с половым членом) и женщина в момент коитуса.
- орнаментальные рисунки: ряды треугольников, зигзагообразные линии.

На гранях стелы, в отдельных рисунках и целых композициях изображены, по всей вероятности, сцены из мифов. В облике Керносовского идола прослеживаются зооморфные черты: хвост на спине, часто встречающееся изображение быка на поверхности самой статуи.

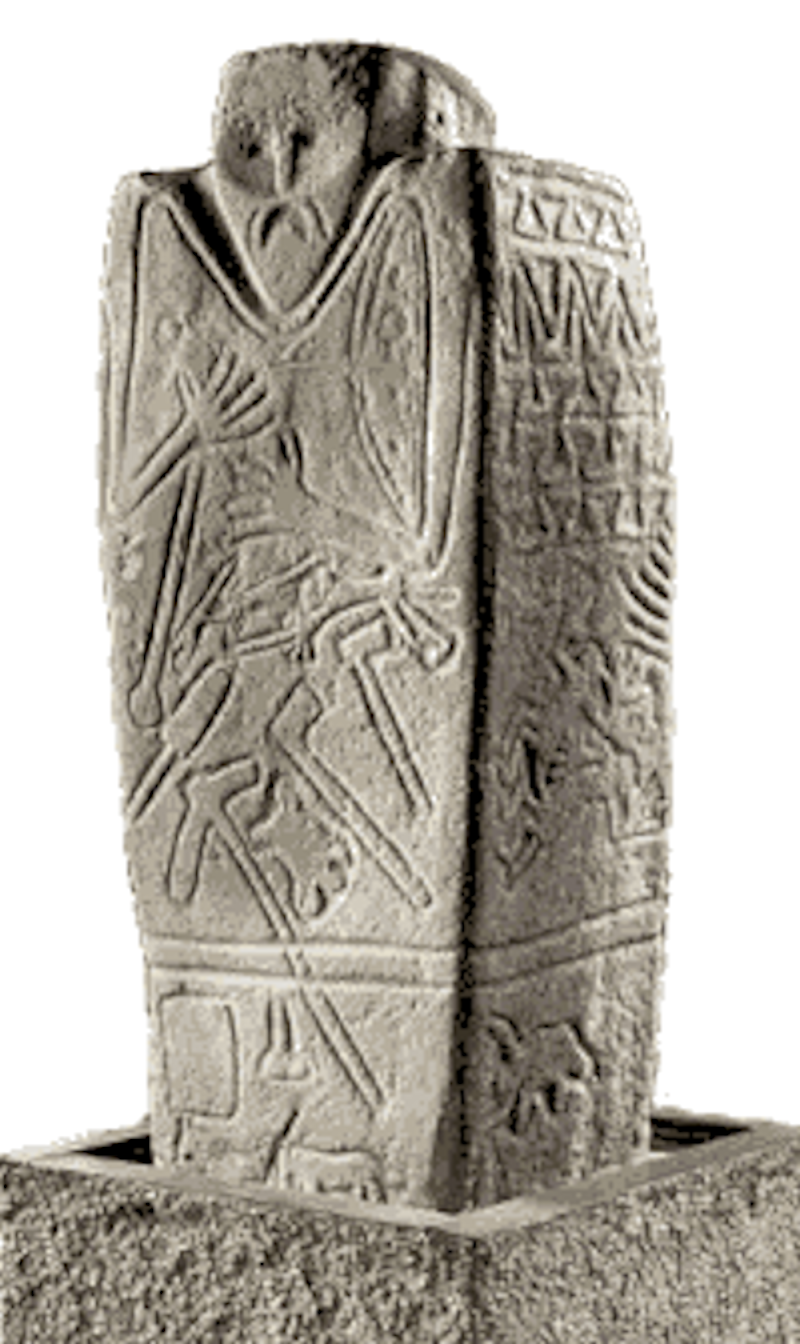
Керносовский идол
Рисунки на идоле спереди
Рисунки на идоле сзади
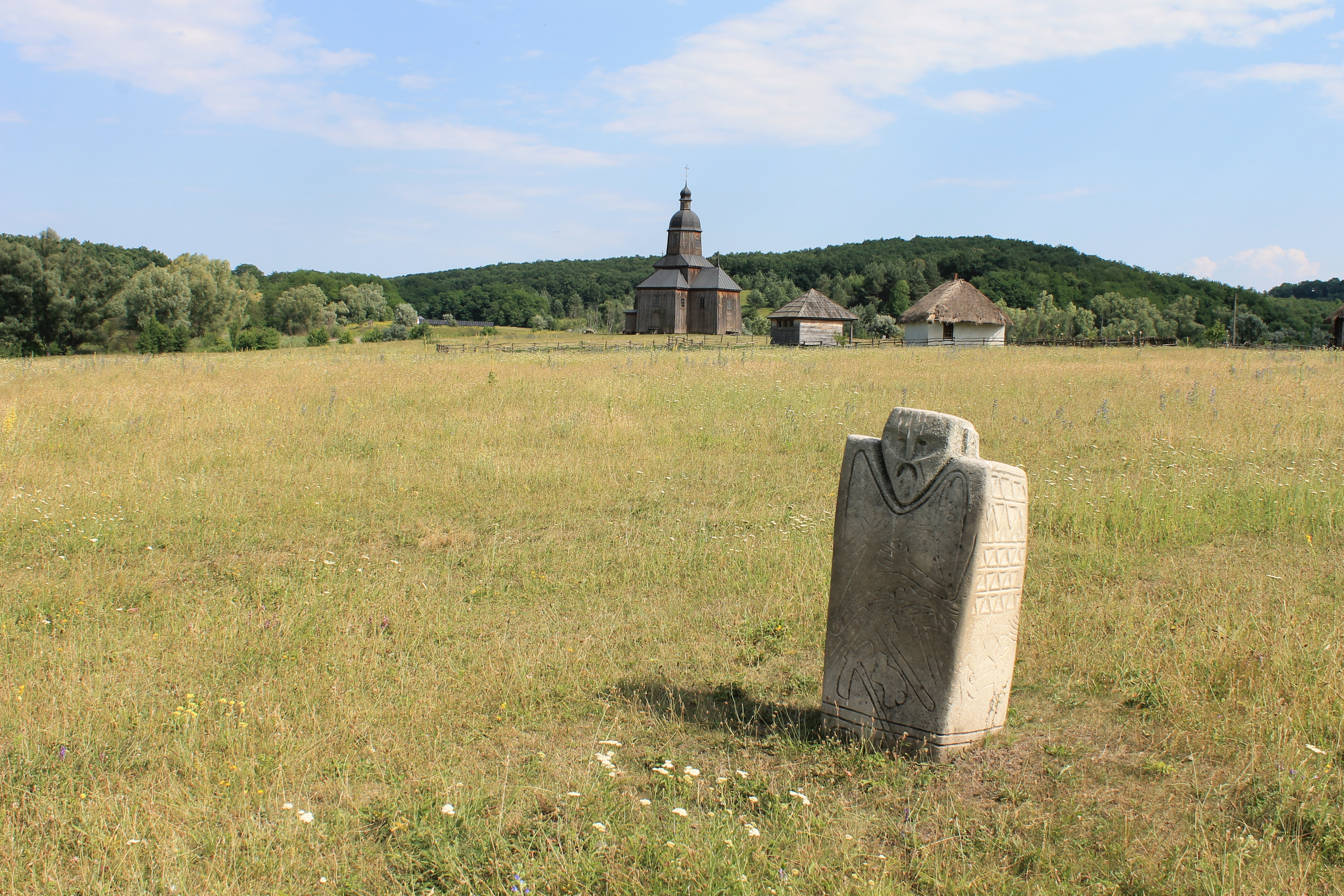
Современная копия Керносовского идола в этнографическом музее

## Параметры
- Размеры: 120x36х24 см
- Вес: 238,5 кг
- Материал: Песчаник